# Marcelo Mattos
Pour les articles homonymes, voir Mattos.
Marcelo Mendonça de Mattos, né le 10 février 1984 à Indiaporã, est un footballeur brésilien. Il évolue au poste de milieu de terrain défensif.

## Carrière
Marcelo Mattos fait ses débuts au Mirassol Futebol Clube. Il évolue dans le championnat du Japon dans les rangs du F.C. Tokyo et de Oita Trinita. De retour au Brésil, il porte les couleurs du AD São Caetano, puis du SC Corinthians,.
En 2001, il prend part à la Coupe du monde des moins de 17 ans avec la sélection brésilienne.
En juillet 2007, il poursuit sa carrière en Europe et signe un contrat de quatre ans avec le club grec de Panathinaïkos.
Il rejoint sous forme de prêt le club de Corinthians pour la saison 2009-2010.
Il rejoint ensuite, sous forme de prêt avec option d'achat, le club de Botafogo pour la saison 2010-2011.
Il restera au club de Botafogo pour la future saison.